# Championnat de France de football américain 2015
Navigation
Saison 2014 Saison 2016
Le championnat de France de football américain 2015, appelé Casque de diamant 2015, est la 34e saison du championnat de France de football américain. Elle met aux prises huit équipes réparties en deux poules géographiques (Nord et Sud), qui s'affrontent lors de la saison régulière, chaque équipe jouant dix matches. Les quatre premières équipes à l'issue de la saison régulière s'affrontent en play-off pour désigner le Champion de France 2015.

## Déroulement du championnat

### Équipes participantes
Le championnat compte huit clubs répartis en deux poules géographiques Nord et Sud de quatre clubs. Les clubs participants sont les quatre premières équipes de la poule Nord (Flash de La Courneuve, Templiers d'Élancourt, Molosses d'Asnières, Cougars de Saint-Ouen-l'Aumône) et les trois premières équipes de la poule Sud de la saison régulière 2014 (Dauphins de Nice, Black Panthers de Thonon, Centurions de Nîmes), le vainqueur du barrage entre le dernier de la poule Sud de la saison régulière 2014 et le vainqueur de la poule Sud du casque d'or (Argonautes d'Aix-en-Provence).
T Tenant du titre.
P Promu de Division 2.
| Équipe                         | Montée | Titres | Saisons | Entraineur       |
| ------------------------------ | ------ | ------ | ------- | ---------------- |
| Cougars de Saint-Ouen-l'Aumône | 2000   | 0      | 15      | Xavier Mas       |
| Flash de La Courneuve          | 1985   | 9      | 29      | Patrick Cark     |
| Molosses d'Asnières            | 2011   | 0      | 14      | Jerôme Dondey    |
| Templiers d'Élancourt          | 2012   | 0      | 15      | Emmanuel Charret |

| Équipe                         | Montée | Titres | Saisons | Entraineur             |
| ------------------------------ | ------ | ------ | ------- | ---------------------- |
| Argonautes d'Aix-en-Provence P | 2014   | 8      | 26      | Kenneth Suhl           |
| Black Panthers de Thonon T     | 2004   | 2      | 15      | Larry Legault          |
| Centurions de Nîmes            | 2013   | 0      | 2       | Bavuong Souphanthavong |
| Dauphins de Nice               | 2007   | 0      | 7       | Dick Bergstrom         |

### Formule
Toutes les équipes se rencontrent une fois. Chaque équipe joue dix matches, cinq à domicile et cinq à l'extérieur.
Les équipes qui terminent la saison régulière aux quatre premières places jouent les demi-finales, les deux équipes les mieux classées recevant le match à domicile.
Les équipes qui terminent 4e des poules Nord et Sud descendent en division 2.
Les points sont répartis comme suit :
- Victoire 3 points
- Nul 2 points
- Défaite 1 point
- Forfait 0 point

## Saison régulière

### Classement général
| Rang | Équipe                         | Pts | J  | G | N | P | Bp  | Bc  | Diff |
| ---- | ------------------------------ | --- | -- | - | - | - | --- | --- | ---- |
| 1    | Cougars de Saint-Ouen-l'Aumône | 29  | 10 | 9 | 1 | 0 | 340 | 175 | +165 |
| 2    | Argonautes d'Aix-en-Provence   | 26  | 10 | 8 | 0 | 2 | 353 | 230 | +123 |
| 3    | Black Panthers de Thonon       | 22  | 10 | 6 | 0 | 4 | 271 | 232 | +39  |
| 4    | Flash de La Courneuve          | 20  | 10 | 5 | 0 | 5 | 247 | 162 | +85  |
| 5    | Dauphins de Nice               | 18  | 10 | 4 | 0 | 6 | 120 | 253 | -133 |
| 6    | Templiers d'Élancourt          | 17  | 10 | 3 | 1 | 6 | 152 | 255 | -103 |
| 7    | Molosses d'Asnières            | 16  | 10 | 3 | 0 | 7 | 198 | 245 | -47  |
| 8    | Centurions de Nîmes            | 12  | 10 | 1 | 0 | 9 | 166 | 295 | -129 |

### Classement par poule
| Rang | Équipe                         | Pts | J  | G | N | P | Bp  | Bc  | Diff |
| ---- | ------------------------------ | --- | -- | - | - | - | --- | --- | ---- |
| 1    | Cougars de Saint-Ouen-l'Aumône | 29  | 10 | 9 | 1 | 0 | 340 | 175 | +165 |
| 2    | Flash de La Courneuve          | 20  | 10 | 5 | 0 | 5 | 247 | 162 | +85  |
| 3    | Templiers d'Élancourt          | 17  | 10 | 3 | 1 | 6 | 152 | 255 | -103 |
| 4    | Molosses d'Asnières            | 16  | 10 | 3 | 0 | 7 | 198 | 245 | -47  |

| Rang | Équipe                       | Pts | J  | G | N | P | Bp  | Bc  | Diff |
| ---- | ---------------------------- | --- | -- | - | - | - | --- | --- | ---- |
| 1    | Argonautes d'Aix-en-Provence | 26  | 10 | 8 | 0 | 2 | 353 | 230 | +123 |
| 2    | Black Panthers de Thonon     | 22  | 10 | 6 | 0 | 4 | 271 | 232 | +39  |
| 3    | Dauphins de Nice             | 18  | 10 | 4 | 0 | 6 | 120 | 253 | -133 |
| 4    | Centurions de Nîmes          | 12  | 10 | 1 | 0 | 9 | 166 | 295 | -129 |

### Résultats
| Résultats (dom.\ext.)                                      | Argon. | Panth. | Centu. | Coug. | Daup. | Flash | Molos. | Temp. |
| Argonautes                                                 |        | 37-34  | 44-7   | 29-41 | 35-28 | 26-15 |        |       |
| Black Panthers                                             | 41-13  |        | 34-21  |       | 9-21  | 20-19 | 21-14  |       |
| Centurions                                                 | 27-48  | 20-33  |        | 7-35  | 2-13  |       |        | 20-22 |
| Cougars                                                    |        | 45-37  |        |       | 44-20 | 31-21 | 27-14  | 44-6  |
| Dauphins                                                   | 7-49   | 3-0    | 2-42   |       |       |       | 18-15  | 2-25  |
| Flash                                                      |        |        | 30-0   | 13-21 | 32-6  |       | 34-12  | 26-7  |
| Molosses                                                   | 23-41  |        | 34-20  | 14-38 |       | 33-20 |        | 31-14 |
| Templiers                                                  | 7-31   | 39-42  |        | 14-14 |       | 6-37  | 12-8   |       |
| - Victoire à domicile - Match nul - Victoire à l'extérieur |        |        |        |       |       |       |        |       |

### Trophées desmeilleurs joueursFrançais et étranger
- Trophée Laurent Plegelatte (meilleur joueur Français) : Carl Tembo (LB, Cougars)[2].
- Trophée Chris Flynn (meilleur joueur étranger) : Jesse Kirstatter (LB, Argonautes).

## Play-off[3]
|  | Demi-finales                      | Demi-finales                      |         |    | Finale - Casque de Diamant XXI                                                                          | Finale - Casque de Diamant XXI                                                                          |
|  | Demi-finales                      | Demi-finales                      |         |    | Finale - Casque de Diamant XXI                                                                          | Finale - Casque de Diamant XXI                                                                          |
|  |                                   |                                   |         |    | | |
|  | 7 juin 2015 à Saint-Ouen-l'Aumône | 7 juin 2015 à Saint-Ouen-l'Aumône |         |    | 20 juin 2015 à Paris, Stade Charléty MVP de la finale : Carl Tembo (LB, Cougars) Affluence : 6000 pers. | 20 juin 2015 à Paris, Stade Charléty MVP de la finale : Carl Tembo (LB, Cougars) Affluence : 6000 pers. |
|  | 7 juin 2015 à Saint-Ouen-l'Aumône | 7 juin 2015 à Saint-Ouen-l'Aumône |         |    | 20 juin 2015 à Paris, Stade Charléty MVP de la finale : Carl Tembo (LB, Cougars) Affluence : 6000 pers. | 20 juin 2015 à Paris, Stade Charléty MVP de la finale : Carl Tembo (LB, Cougars) Affluence : 6000 pers. |
|  | [1] Cougars                       | 37                                |         |    | 20 juin 2015 à Paris, Stade Charléty MVP de la finale : Carl Tembo (LB, Cougars) Affluence : 6000 pers. | 20 juin 2015 à Paris, Stade Charléty MVP de la finale : Carl Tembo (LB, Cougars) Affluence : 6000 pers. |
|  | [1] Cougars                       | 37                                |         |    | 20 juin 2015 à Paris, Stade Charléty MVP de la finale : Carl Tembo (LB, Cougars) Affluence : 6000 pers. | 20 juin 2015 à Paris, Stade Charléty MVP de la finale : Carl Tembo (LB, Cougars) Affluence : 6000 pers. |
|  | [4] Flash                         | 26                                |         |    | 20 juin 2015 à Paris, Stade Charléty MVP de la finale : Carl Tembo (LB, Cougars) Affluence : 6000 pers. | 20 juin 2015 à Paris, Stade Charléty MVP de la finale : Carl Tembo (LB, Cougars) Affluence : 6000 pers. |
|  | [4] Flash                         | 26                                | Cougars | 28 | | |
|  | 7 juin 2015 à Aix-en-Provence     |                                   | Cougars | 28 | | |
|  |                                   | Black Panthers                    | 7       |    | | |
|  | [2] Argonautes                    | Black Panthers                    | 7       | 28 | | |
|  | [2] Argonautes                    |                                   |         | 28 | | |
|  | [3] Black Panthers                | 31                                |         |    | | |
|  | [3] Black Panthers                | 31                                |         |    | | |

## Résultat
| Vainqueur Casque de diamant 2015 Cougars de Saint-Ouen-l'Aumône 1er titre |